# Las Cañas (Cerro Largo)
Las Cañas o Caserío Las Cañas es una localidad uruguaya del departamento de Cerro Largo.

## Ubicación
La localidad se encuentra situada, en la zona centro-este del departamento de Cerro Largo,
próximo a las costas del arroyo de Las Cañas. Se accede por camino vecinal desde la ruta 26 a la altura de su km 32 del tramo que une Melo con Río Branco. 

## Población
De acuerdo al censo de 2011 la localidad contaba con una población de 72 habitantes.
| 93            | 72 |
| (Fuente: INE) |    |

## Gastronomía
Las Cañas cuenta con su propia gastronomía regional gracias a su herencia esclava. Entre sus platos típicos destaca el manicete, la forma a la que se denomina a la garrapiñada; la queyada, un tipo de bizcocho; el arroz de príncipe, el cual se trata de arroz con yemas de huevo y frutas secas; la gallina con mazamorra, la cual lleva caña; y el queso de cerdo, el cual es una manera de denominar a un platillo que se hace utilizando la cabeza de un cerdo.